# Soudce Ti
Soudce Ti (angl. Judge Dee, příp. Judge Di) je fiktivní postava, hrdina staročínských detektivních příběhů (zejména za dynastie Ming) a novodobých detektivních románů Roberta van Gulika odehrávajících se ve staré Číně v období dynastie Tchang (přelom 7. a 8. století n. l.). Ve staročínských detektivních příbězích zaujímá úlohu detektiva často právě soudce.

## Vznik a historie

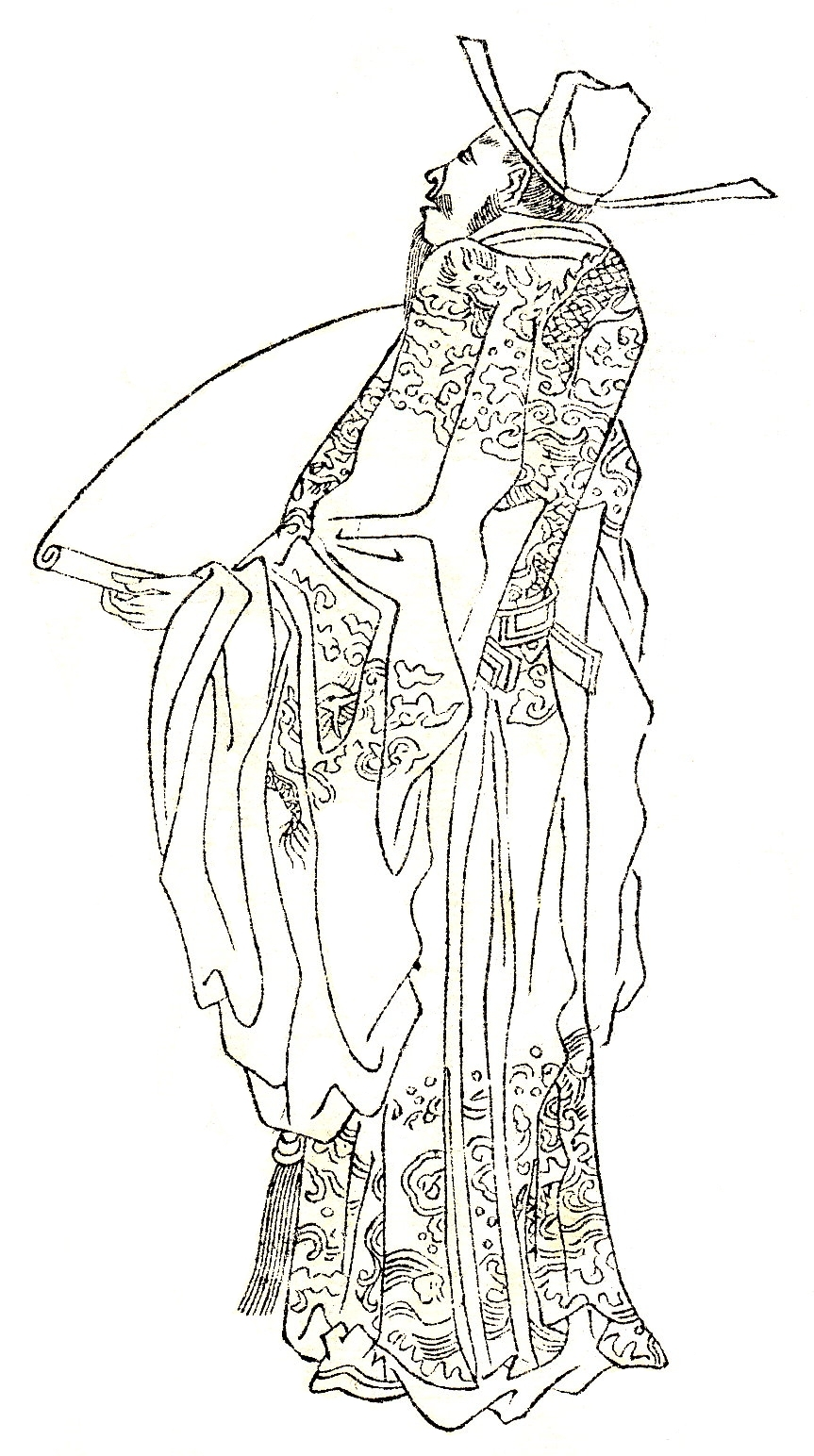
Ti Žen-ťie

Postava soudce Ti je založena na skutečné historické osobnosti Ti Žen-ťie (přibl. 630 až přibl. 700), okresního soudce a později státníka za dynastie Tchang. V období dynastie Ming (1368 až 1644) vznikl v Číně „lidový román“, literární útvar, jehož děj byl zasazen ve minulosti, avšak plný anachronismů. Jeden takový román, Slavné případy soudce Ti, Robert van Gulik objevil a přeložil do angličtiny. Tento román, ve kterém se odehrávaly dva detektivní příběhy současně a který (což bylo v lidových románech z doby dynastie Ming neobvyklé) téměř neobsahoval dominující nadpřirozené prvky, které by mohly odradit západní čtenáře, Gulika podnítil k napsání vlastních románů s využitím historické postavy Ti Žen-ťie, včetně stejných mingských anachronismů, jako by šlo o skutečná staročínská pokračování původního lidového románu.
Původně soudci Ti pomáhal pouze jeho věrný úředník, seržant Chung, starý rodinný sloužící. V jednom ze svých raných příběhů však soudce Ti potká dva lapky (eufemisticky nazývané „muži zelených lesů“) Ma Žunga a Ťiao Taje, kteří se jej pokusí oloupit, avšak soudce Ti na ně svou osobností zapůsobí natolik, že se Ma Žung a Ťiao Taj vzdají své zločinecké profese a připojí se k soudci Ti jako důstojníci biřiců. O něco později se k soudci Ti podobným způsobem připojí další zločinec, podvodník Tao Kan ("host jezer a řek" – eufemisticky podvodník). Soudce Ti zakončí svou kariéru jako prezident Nejvyššího soudu v hlavním městě (za dynastie Tchang Čhang-an, za dynastie Ming ovšem již Peking) a jeho pomocníci získají důstojnické hodnosti v Císařské gardě a ve správě Nejvyššího soudu.
Robert van Gulik také v letech 1964 až 1967 napsal pro noviny sérii komiksů o soudci Ti, čímž počet příběhů soudce Ti vzrostl na 19. První čtyři byly běžné komiksy s „bublinami“, zbylých patnáct pak měly text umístěn pod obrázky, jak je v nizozemských komiksech obvyklé.